# A Show of Hands (Victor Wooten)
A Show of Hands è il primo album da solista del bassista Victor Wooten. L'album contiene tracce composte da parti di basso elettrico accompagnato solamente da voci, ed è caratterizzato in gran parte dalle tecniche di slap e tapping.
Nel 2011 è stata pubblicata dall'etichetta VIX Records di proprietà del bassista una versione rimasterizzata ed espansa intitolata A Show of Hands 15. L'album contiene, in aggiunta alle 16 tracce originali 3 brani, due di questi con il batterista J. D. Blair ed un inedito denominato Live Solo #2.

## Tracce
1. U Can't Hold No Groove... – 4:08
2. More Love – 3:28
3. Lotta Stuffis? – 0:12
4. The Vision – 5:35
5. Overjoyed (Stevie Wonder) – 2:56
6. Live for Peace – 0:05
7. A Show of Hands – 5:27
8. Not Like the Other – 0:41
9. Justice – 4:01
10. Medley (Someday My Prince will come, Misty, A Night In Tunisia, Victors Blues) – 4:30
11. Radio W-OO-10 – 0:27
12. Classical Thump – 4:38
13. Keep Chargin' – 0:25
14. Me & My Bass Guitar – 5:14
15. Words of Wisdom – 3:09

### Edizione rimasterizzata del 2011
1. U Can't Hold No Groove…(Enhanced Version) - 4:24
2. Flip Flop - 2:41
3. Live Solo #2 - 12:24

## Musicisti
- Victor Wooten – basso, voce
- J. D. Blair– voce
- Cortney and Brittany Knight – voce
- Michael Saleem – voce
- Mark "Zeke" Sellers– voce
- Roy Wooten – voce
- Joseph Wooten- voce
- Michael Kott – voce
- Elijah "Pete" Wooten– voce
- Park Law– voce
- Kurt Story – voce
- Martin Luther King– campioni pre-registrati di discorso
- Malcolm X– campioni pre-registrati di discorso
- Aashid – voce
- Dorothy G. Wooten – voce